# コトノハ
コトノハ(ことのは)は、経験や感じたこと、好き嫌いなどの様々なコト（キーワード）に対して○と×を付けていくことで自分を表現したり、他のユーザとコミュニケーションを行ったりすることができる、ソーシャルネットワーキングサービスの一種であった。

## 解説
オオヒダタカシ（本名：大日田貴司）が Paperboy&co. 時代に個人でサービスイン。現在はエスカフラーチェ・ラボの専用サーバで、個人サービスとして運営。エスカフラーチェ・ラボの認定サービスで「ひよこ」に認定されている。◯と×を付けるシステムはパソコンに不慣れな大日田貴司の親にも楽しめることを考えて作成されており、当時インターネット上で流行していた「人生の経験値」というバトンをシステム化したものである。
完全登録制で、登録を行えば誰でも自由に参加できる。○×をつける対象はコトと呼ばれ、コトノハユーザであれば自由に登録することができる。そのため、コトを連続登録する荒らしまがいなユーザが出現することもある。単語やキーワードだけでなく、文章の登録も多い。コトに対する○×とコメントを通して、緩やかなコミュニケーションが行われている。但し、現時点ではSNSの嗜好の変化により衰退しており、古参ユーザーが減少している裏腹にソックパペット（自作自演）による古参ユーザーの誹謗中傷が相次いでいる。
○×の札を持ったペンギンがマスコットキャラクターで、暦のイベントに合わせた形で出現することがある。
期間限定でテーマを絞った特別版もいくつか存在する。アカウントは通常版と無関係なので、参加するためには新規にユーザ登録する必要がある。
- 企画・開発 - オオヒダタカシ
- イラスト・デザイン - purprin
- 運営 - エスカフラーチェ・ラボ

## 機能
- Your Kotolist - ユーザの○×、コメント、アイコン、プロフィールを表示
- Message - コトノハユーザにメッセージを送信
- Inbox - 任意のコトノハユーザの新着○×を表示
- Stream - 現在の最新の○×を表示
- Hot - 最近、たくさん○×がつけられたコトを表示
- Pop - トータルで○×の数が多いコトを表示
- All Koto - すべてのコトを表示
- Search - コト・コメント検索
- Post - コトの登録
- Users - ユーザ一覧・検索
- Postリスト - 自分が登録したコトの一覧を表示
- コトノハRoll - ブログに自分の○×を表示
- Setup - プロフィールなどのユーザ設定機能

## 歴史
- 2005年9月20日 - サービス開始
- 2006年3月11日 - コトノハオフ in 東京
- 2006年6月25日 - コトノハオフ in 北海道旭川
- 2006年7月15日 - コトノハオフ in 関西
- 2006年10月7日 - 携帯端末を対象としたコトノハモバイルを試験運用開始
- 2007年2月5日 - エスカフラーチェ ラボに認定される
- 2007年2月8日 - 「コトノハ x Lingr」の実験を開始
- 2007年3月16日 - トラックバックの受信機能を実装
- 2007年3月17日 - コトノハオフ in TOKYO ～2007 春
- 2023年11月10日 - 前日からPostが出来なくなるなど不具合が生じていたがアクセス自体も出来なくなり今日まで繋がらない状況となっており、実質閉鎖となっている。